# Китсарат
Чао Кингкитсарат, также известный как Китсарат (лаос. ເຈົ້າກິງກິດສະຣາດ; + 1713) — первый король лаосского королевства Луангпхабанг (1707—1713).

## Биография
Кингкитсарат был единственным сыном принца Раксабута, наследника Суриньи Вонгсы, короля Лансанга (1637—1694). Принц Раксабут был казнен за супружескую измену в 1700 году. Кингкитсарат бежал в Цзинхун в провинцию Юньнань.
Он вернулся со своим двоюродным братом Онг Кхамом в 1705 году. Он собрал армию, изгнал Онг Ло (Сай Онг Вьет), королевского наместника, назначенного Сеттатиратом II (Сай Онг Хюэ), и захватил Луангпхрабанг. Затем он двинулся на Вьентьян, чтобы атаковать Сеттатирата. Сеттатират обратился за помощью к Королевству Аютия. Король Аютии Сурийентхратхибоди (1703—1709) принял просьбу и отправил сиамскую армию на север и ввел раздел Лаос между двумя враждующими королевствами. Кингкитсарат был коронован в 1707 году, создав Королевство Луангпхабанг.
Кингкитсарат умер в 1713 году, ему наследовал его двоюродный брат Онг Кхам, правивший в 1713—1723 годах.